# Хотыницы
Хоты́ницы — деревня в Большеврудском сельском поселении Волосовского района Ленинградской области.

## История
Впервые упоминается в Писцовой книге Водской пятины 1500 года как село Хотыновичи в Григорьевском Льешском погосте.
Затем — как деревня Hotinouitza by в Григорьевском погосте в шведских «Писцовых книгах Ижорской земли» 1618—1623 годов.
На карте Ингерманландии А. И. Бергенгейма, составленной по шведским материалам 1676 года, она обозначена как деревня Kattinits.
На шведской «Генеральной карте провинции Ингерманландии» 1704 года — как деревня Gottinavitz.
Мыза и деревня Хотыницы упомянуты на карте Ингерманландии А. Ростовцева 1727 года.
Деревня Хотини и мыза Хотинская обозначены на карте Санкт-Петербургской губернии Я. Ф. Шмидта 1770 года.
На карте Санкт-Петербургской губернии Ф. Ф. Шуберта 1834 года упоминается деревня Хотыницы, состоящая из 109 крестьянских дворов.

ХОТЫНИЦЫ — мыза принадлежит Санкт-Петербургскому почт-директору, число жителей по ревизии: 3 м. п., 3 ж. п.;

ХОТЫНИЦЫ — деревня принадлежит Санкт-Петербургскому почт-директору, число жителей по ревизии: 270 м. п., 330 ж. п.; В оной: мукомольная мельница. (1838 год)

На карте профессора С. С. Куторги 1852 года обозначена деревня Хотыницы, состоящая из 106 дворов.

ХОТЫНЦЕВА — деревня Ведомства государственного имущества, 10 вёрст по почтовой, а остальное по просёлочной дороге, число дворов — 57, число душ — 224 м. п. (1856 год)

ХОТЫНИЦЫ — деревня, число жителей по X-ой ревизии 1857 года: 220 м. п., 280 ж. п., всего 500 чел.

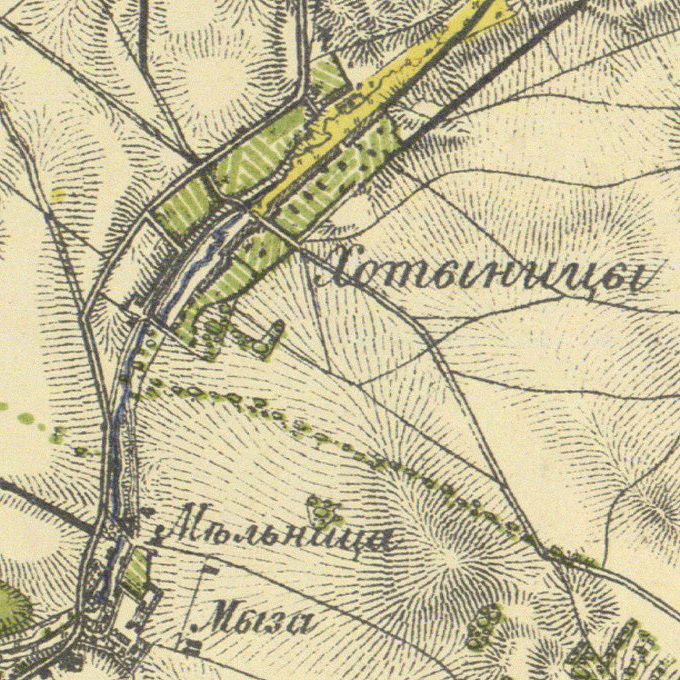
Деревня Хотыницы на карте 1860 года

Согласно «Топографической карте частей Санкт-Петербургской и Выборгской губерний» 1860 года к северу от деревни Хотыницы находилась ветряная мельница, а к югу — водяная мельница и мыза.

ХОТЫНИЦЫ — деревня казённая при реке Хотынке, по 1-й Самерской дороге от Ямбурга в 28 верстах, число дворов — 96, число жителей: 326 м. п., 361 ж. п.; Сельское правление. (1862 год)

Согласно данным 1867 года в деревне находилось волостное правление Хотыницкой волости, волостным старшиной был временнообязанный крестьянин села Ильеши Е. П. Волков.
В состав Хотыницкой волости входилио село Ильеши и деревни: «Александровка Большая, Александровка Малая, Ветка Малая, Выползово, Крупина, Муликова, Оровка, Тросковицы, Урмизна, Хотыницы».

ХОТЫНИЦЫ — деревня, по земской переписи 1882 года: семей — 102, в них 284 м. п., 330 ж. п., всего 614 чел.

Сборник Центрального статистического комитета описывал деревню так:

ХОТАНИЦЫ — деревня бывшая государственная при реке Хревице, дворов — 101, жителей — 329. Две лавки. (1885 год)

По земской переписи 1899 года:

ХОТЫНИЦЫ — деревня, число хозяйств — 93, число жителей: 217 м. п., 233 ж. п., всего 450 чел.;
 разряд крестьян: бывшие государственные; народность: русская — 438 чел., эстонская — 12 чел.

В конце XIX — начале XX века деревня Хотыницы административно относилась к Княжевской волости 1-го стана Ямбургского уезда Санкт-Петербургской губернии.
В 1904 году на хуторах близ деревни проживали 5 эстонских переселенцев.
В 1917 году в состав Княжевской волости Ямбургского уезда входили деревни Большие Хотыницы и Малые Хотыницы.
С 1917 по 1927 год в Хотыницком сельсовете Молосковицкой волости Кингисеппского уезда.
Согласно данным переписи населения СССР 1926 года в деревне Хотыницы Большие проживали 434 человека, большинство русские, а также эстонцы. К северу от деревни располагалась ныне не существующая деревня Хотыницы Малые.
С 1927 года в Больше-Хотыницком сельсовете Молосковицкого района.
Согласно топографической карте 1930 года деревня называлась Хотыницы и насчитывала 121 двор, в деревне находились школа, лечебница, пильная мельница, церковь и совхоз Каложицы.
С 1931 года в Волосовском районе.
По данным 1933 года деревня Большие Хотыницы являлось административным центром Большехотыницкого сельсовета Волосовского района, в который входили 10 населённых пунктов: деревни Большие Озертицы, Большие Хотыницы, Загорицы, Малые Озертицы, Малые Хотыницы, Ущевицы; посёлки Вайвара, Малое Лядино, Любино, Первомайский, общей численностью населения 1900 человек.
С 1935 года в Хотыницком сельсовете.
По данным 1936 года деревня Большие Хотыницы была административным центром Хотыницкого сельсовета, в который входили восемь населённых пунктов.

План деревни Хотыницы. 1938 год

Согласно топографической карте 1938 года деревня называлась Большие Хотыницы и насчитывала 111 дворов, в деревне находились сельсовет, больница, церковь и пильная мельница, а также был организован животноводческий совхоз «Каложицы».
Деревня была освобождена от немецко-фашистских оккупантов 29 января 1944 года.
С 1954 года в Каложицком сельсовете.
С 1963 года в Кингисеппском районе.
С 1965 года вновь в Волосовском районе. В 1965 году население деревни Большие Хотыницы составляло 279 человек.
По административным данным 1966, 1973 и 1990 годов деревня Хотыницы также входила в Каложицкий сельсовет, причём в 1966 и 1973 годах являлась его административным центром.
В 1997 году в деревне проживали 78 человек, в 2002 году — 103 человека (русские — 95 %), в 2007 году — 50.
В мае 2019 года деревня вошла в состав Большеврудского сельского поселения.

## География
Деревня расположена в западной части района на автодороге 41А-187 (Пружицы — Красный Луч).
Расстояние до административного центра поселения — 2 км. Расстояние до районного центра — 25 км.
Расстояние до ближайшей железнодорожной станции Молосковицы — 3 км.
Через деревню протекает река Хревица.

## Демография
| 1862 | 2002 | 2007 | 2010 | 2017 |
| ---- | ---- | ---- | ---- | ---- |
| 687  | ↘103 | ↘50  | ↗84  | →84  |

### Национальный состав
Согласно данным Всероссийской переписи населения 2021 года в деревне проживали 83 человека, из них:
 русские — 65, армяне — 7, грузины — 1, молдаване — 1, мордва — 1, таджики — 1, украинцы — 1, эстонцы — 1, другие национальности — 1 человек, остальные национальность не указали.

## Достопримечательности
- Близ деревни находится курганно-жальничный могильник XI—XIV веков[39].